# Choroszczynka
Choroszczynka [pronunciación en polaco: /xɔrɔʂˈt͡ʂɨŋka/] es un pueblo ubicado en el distrito administrativo de Gmina Tuczna, dentro del Distrito de Biała Podlaska, Voivodato de Lublin, en Polonia oriental. Se encuentra aproximadamente a 4 kilómetros al norte de Tuczna, a 27 kilómetros al sureste de Białun Podlaska, y a 96 kilómetros al noreste de la capital regional Lublin.